# Исмет Хаџић
Исмет Хаџић (Тузла, 7. јул 1954 — Загреб, 14. јул 2015) био је југословенски фудбалер. 

## Каријера
Фудбалску каријеру је почео у Тузли, где је за Слободу одиграо 164 првенствених утакмица и постигао пет голова у периоду од 1972. до 1979. године. Наставио је каријеру у загребачком Динаму. Запамћен је као бескомпромисан борац и поуздан ослонац у одбрани Динама. Био је једна од кључних фигура у освајању титуле првака Југославије 1982. године. Кратко је играо у Приштини, сезона 1986/87.
За репрезентацију Југославије играо је на пет утакмица. Дебитовао је 1. априла 1979. у Никозији против Кипра (победа 3:0), а од репрезентативног дреса се опростио 23. априла 1983. у Паризу против Француске (пораз 4:0). Као репрезентативац Југославије, освојио је златну медаљу на Медитеранским играма у Сплиту 1979. године.
Након играчке каријере борио се са недаћама и за голу егзистенцију, једно време је радио као водоинсталатер. У Динамо га је вратио Звјездан Цветковић тада спортски директор, укључили су га у рад омладинске школе, а обављао је дужност тренера ветеранске екипе загребачког Динама. Преминуо је 14. јула 2015. године након дуге и тешке болести. Сахрањен је у родној Тузли два дана касније.

## Успеси
- Динамо Загреб
  - Првенство Југославије: 1981/82.
  - Куп Југославије: 1983.

- Југославија
  - Медитеранске игре: златна медаља, Сплит 1979.